# Modelo de sectores duales
El modelo del sector dual es un modelo en la economía del desarrollo. Es comúnmente conocido como el modelo de Lewis nombrado así en honor a su inventor Sir William Arthur Lewis, ganador del Premio en Ciencias Económicas en memoria de Alfred Nobel en 1979. 
El modelo explica el crecimiento de una economía en desarrollo en términos de la transición de trabajo entre dos sectores, el sector capitalista y el sector de subsistencia.

## Historia
Inicialmente, el modelo del sector dual de W. Arthur Lewis fue descrito en su artículo titulado "El desarrollo económico con oferta ilimitada de Trabajo", escrito en 1954, el modelo mismo fue nombrado en honor de Lewis. Publicado por primera vez en la Escuela de Mánchester, en mayo de 1954 el artículo y el modelo posterior fueron fundamentales para sentar las bases para el campo de la economía del desarrollo. El artículo ha sido caracterizado por algunos como la contribución más influyente para el establecimiento de la economía del desarrollo. 

## Teoría
Arthur Lewis divide la economía de un país subdesarrollado en 2 sectores, es decir supone una economía dual y mantiene los siguientes supuestos:
1. El modelo asume que una economía en desarrollo tiene un excedente de mano de obra improductiva en el sector agrícola o de subsistencia.
2. Estos trabajadores se sienten atraídos por el sector manufacturero en crecimiento donde se ofrecen salarios más altos.
3. También se supone que los salarios en el sector manufacturero son más o menos fijos.
4. Los empresarios del sector manufacturero obtienen beneficios porque cobran un precio por encima de la tasa de salario fijo.
5. El modelo asume que estos beneficios se reinvertirán en el negocio en forma de capital fijo.
6. Un sector de la manufactura avanzada significa una economía que ha pasado de una tradicional a una industrializada.[4]

### El sector capitalista
Lewis definió este sector como "aquella parte de la economía que utiliza el capital reproducible y paga los capitalistas mismos". El uso del capital está controlado por los capitalistas, que contratan los servicios de mano de obra. Incluye la fabricación, plantaciones  modernas, minas, etc. El sector capitalista puede ser privado o público.

### Sector de subsistencia
Este sector fue definido por él como "aquella parte de la economía que no está utilizando el capital reproducible". También se puede ajustar según el sector tradicional indígena o los "trabajadores por cuenta propia del sector". Por cabeza La salida es comparativamente más baja en este sector y esto se debe a que no se fructificó con el capital. 
El "Sector modelo dual" es una teoría del desarrollo en el que la mano de obra excedente del sector agrícola tradicional se transfiere al sector industrial moderno cuyo crecimiento en el tiempo absorbe el excedente de trabajo, promueve la industrialización y estimula el desarrollo sostenido.
En el modelo, el sector agrícola de subsistencia se caracteriza típicamente por los bajos salarios, la abundancia de mano de obra y de baja productividad a través de un proceso de producción de mano de obra intensiva. Por el contrario, el sector manufacturero capitalista se define por salarios más altos en comparación con el sector de subsistencia, mayor productividad marginal, y una demanda de más trabajadores. Además, el sector capitalista se supone utilizar un proceso de producción que es de capital intensivo, por lo que la inversión y la formación de capital en el sector manufacturero son posibles con el tiempo como las ganancias de los capitalistas se reinvierten en el capital social. Mejora de la productividad marginal del trabajo en el sector agrícola se supone que es una prioridad baja como la inversión de la nación en desarrollo hipotético va hacia el stock de capital físico en el sector manufacturero.

## Relación entre los dossectores
La relación primaria entre los dos sectores sucede cuando el sector capitalista se expande, extrae o saca la mano de obra del sector de subsistencia. Esto hace que la producción per cápita de los trabajadores que se desplazan desde el sector de subsistencia al sector capitalista aumente. Lewis en su modelo considera superpoblado economías con superávit laboral; asume que la oferta de mano de obra no calificada para el sector capitalista es ilimitada. Esto da lugar a la posibilidad de crear nuevas industrias y la ampliación de las ya existentes a la tasa salarial existente. Una gran parte de la oferta ilimitada de mano de obra se compone de aquellos que están en el desempleo encubierto en la agricultura y de otros más que mantienen ocupaciones tales como servicios domésticos, trabajos ocasionales y comercio minorista. Hay otros dos factores que provocan un aumento de la oferta de mano de obra no cualificada, que son mujeres en el hogar y el crecimiento demográfico.
El sector agrícola tiene una cantidad limitada de tierra para cultivar, el producto marginal de un agricultor adicional se asume que es cero cuando la ley de los rendimientos marginales decrecientes ha llegado a su fin debido a la entrada, la tierra fija. Como resultado, el sector agrícola tiene una cantidad de trabajadores agrícolas que no están contribuyendo a la producción agrícola ya que sus productividades marginales son iguales a cero. Este grupo de agricultores que no produce ninguna salida se denomina trabajo excedente ya que esta cohorte podría ser trasladado a otro sector, sin efecto sobre la producción agrícola. (La mano de obra excedente término aquí no se está utilizando en un marxista contexto y sólo se refiere a los trabajadores improductivos en el sector agrícola.) Por lo tanto, debido a la diferencia de salarios entre el sector capitalista y de subsistencia, los trabajadores tenderán a la transición de la agricultura al sector de la fabricación con el tiempo para cosechar la recompensa de los salarios más altos. Sin embargo a pesar de que el producto marginal del trabajo es igual a cero, todavía comparte una parte en el producto total y recibe aproximadamente el producto medio.
Si una cantidad de trabajadores se mueve de la subsistencia al sector capitalista igual a la cantidad de trabajo excedente en el sector de subsistencia, independientemente de quién en realidad las transferencias, el bienestar general y la productividad mejorará. Producto agrícola total se mantendrá sin cambios, mientras que el total de los aumentos de productos industriales, debido a la incorporación de mano de obra, pero la mano de obra adicional también hace bajar la productividad y los salarios marginal en el sector manufacturero. Con el tiempo, ya que la transición sigue teniendo lugar y resultados de la inversión en los aumentos de capital social, la productividad marginal de los trabajadores de la manufactura se verá impulsado por la formación de capital y conducido por los trabajadores adicionales que entran en el sector manufacturero. Con el tiempo, las tasas de los salarios de los sectores agrícola y manufacturero igualará como los trabajadores abandonan el sector agrícola para el sector manufacturero, el aumento de la productividad y de los salarios en la agricultura marginal, mientras que conducir por la productividad y los salarios en la industria manufacturera.
El resultado final de este proceso de transición es que el salario agrícola es igual al salario de fabricación, el producto marginal del trabajo agrícola es igual al producto marginal del trabajo de fabricación, y no más allá de ampliación del sector de fabricación se lleva a cabo como los trabajadores ya no tienen un incentivo monetario para la transición.